# Work-in
Un work-in (anglicisme formé à partir de « work » qui désigne le travail, et « -in » qui évoque l'idée de manifestation) est une forme d'action directe dans laquelle des travailleurs dont l'emploi est menacé de suppression, se regroupent et choisissent de rester à leur poste pour y continuer la production sans être rémunérés. Le but est généralement de montrer par le fait que leur poste continue à être viable à long terme, et peut réellement être autogéré par les travailleurs.

## Exemples historiques
- 1971: Upper Clyde Shipbuilders work-in
- 1971: Harco Steel work-in
- 1972: Opéra de Sydney work-in
- 1972 : Ouvrières de l'usine Sexton à Fakenham, Norfolk, Angleterre[1].
- 1973 : Grève des ouvriers de Lip à Besançon, France
- 1975: Mine de charbon de Nymboida work-in
- 1981: BC Tel work-in